# Maife Gil
Maria Ferranda Gil i Ferràndiz, o bé Maria Fernanda Gil i Ferràndiz i, sobretot, amb el nom artístic de Maife Gil (Barcelona, 3 d'octubre de 1944) és una actriu de teatre i directora i actriu de doblatge catalana. Ha participat com a actriu en sèries de televisió com El cor de la ciutat (fent el personatge de la Cecília) i Com si fos ahir.
Va començar la carrera en el doblatge a mitjan dècada del 1970, sobretot amb encàrrecs en castellà de l'estudi Parlo Films. Amb la fundació de TV3, va començar a interpretar papers de repartiment en diverses sèries i pel·lícules doblades al català. Al llarg de la seva carrera, ha doblat actrius com Vivien Leigh (per exemple, en el personatge de Scarlett O'Hara a la pel·lícula Allò que el vent s'endugué), Glenn Close (a Les amistats perilloses), Bette Davis (a La lloba) Meryl Streep, Jessica Lange, Barbra Streisand, Gemma Jones i Diane Keaton. Va posar la veu al personatge de Sybil Fawlty, interpretat per Prunella Scales, a la sèrie còmica Hotel Fawlty. També ha dirigit els doblatges de sèries com Jo, Claudi (on també posava la veu al paper de Júlia) i El geperut de Notre Dame.
Ha rebut tres premis Faristol d'Or; el 1986 a la millor direcció per Jo, Claudi, i el 1987 a millor actriu de doblatge de televisió per La duquessa de Duke Street. L'any 2006 fou guardonada amb el Premi Margarida Xirgu pel seu paper a La senyora Shein.
És filla dels també actors Pere Gil i Paquita Ferràndiz.

## Trajectòria teatral
- 1975. El cap i la fi de Carles Valls. Estrenada al teatre Capsa de Barcelona. Direcció de Ventura Pons.
- 1979. Les tres germanes de Txékhov, amb Maife Gil (Maixa), Imma Colomer (Olga), Muntsa Alcañiz (Irina), Anna Lizaran, Lluís Homar, Rafael Anglada. Direcció de Lluís Pasqual i Fabià Puigserver. Estrenada al Teatre Lliure
- 1992. La lluna de València de Jaume Salom. Estrenada al Teatre Borràs de Barcelona
- 2002. Això, a un fill, no se li fa de Josep Maria Benet i Jornet i direcció de Tamzin Townsend. Estrenada al Teatreneu de Barcelona.
- 2006. La senyora Kelin de Nicholas Wright, amb traducció i direcció de Xavier Pujolràs. Estrenada al Teatre Tantarantana de Barcelona
- 2008. Els nois d'història de Alan Bennett, amb traducció i direcció de Josep Maria Pou. Estrenada al Teatre Goya (Barcelona).
- 2010. Agost, dirigida per Sergi Belbel al Teatre Nacional de Catalunya
- 2019. El pare de la núvia, dirigida per Joel Joan al Teatre Condal